# Società Sportiva Lanerossi Vicenza 1972-1973
Questa voce raccoglie le informazioni riguardanti la Società Sportiva Lanerossi Vicenza nelle competizioni ufficiali della stagione 1972-1973.

## Stagione
Nella stagione 1972-1973 il L.R. Vicenza disputa il campionato di Serie A, ottiene 24 punti ed il tredicesimo posto in classifica. Lo scudetto tricolore è stato vinto dalla Juventus con 45 punti, secondo il Milan con 44 punti, terza la Lazio con 43 punti, il tutto deciso negli ultimi minuti dell'ultima giornata di campionato. Retrocedono l'Atalanta con 24 punti per peggior differenza reti con L.R. Vicenza, Sampdoria e Roma, il Palermo con 17 punti e la Ternana con 16 punti.
Oltre alla lotta per lo scudetto, anche la lotta per non incappare nel terz'ultimo posto che manda in Serie B, si decide sul filo di lana del campionato, all'ultima giornata infatti si gioca Atalanta-L.R. Vicenza, partita decisiva per designare la terza retrocessa che accompagna in Serie B il Palermo e la Ternana. I biancorossi di Ettore Puricelli sbancano Bergamo (0-1) ed ottengono la salvezza. Vicenza che veniva dal pareggio (0-0) con i giallorossi romani e dal successo interno (1-0) con la Ternana. Cinque punti nelle ultime tre giornate, contro le tre sconfitte dei bergamaschi, con l'ultima partita da giocare a Bergamo, una salvezza davvero incredibile. Miglior marcatore vicentino in campionato Gian Paolo Galuppi con 5 reti, in Coppa Italia ha fatto meglio Walter Speggiorin con 4 reti in 4 partite. Prima di iniziare il campionato il L.R. Vicenza disputa il secondo girone di qualificazione della Coppa Italia, girone che è stato a sorpresa vinto dalla Reggiana, che batte (3-1) il L.R. Vicenza e passa al girone finale.

## Rosa
| N. |                   | Ruolo | Calciatore         |
| -- | ----------------- | ----- | ------------------ |
| -  | Italia (bandiera) | P     | Adriano Bardin     |
| -  | Italia (bandiera) | P     | Roberto Anzolin    |
| -  | Italia (bandiera) | D     | Paolino Stanzial   |
| -  | Italia (bandiera) | D     | Fabrizio Berni     |
| -  | Italia (bandiera) | D     | Carlo Ripari       |
| -  | Italia (bandiera) | D     | Giorgio Nardello   |
| -  | Italia (bandiera) | D     | Roberto De Petri   |
| -  | Italia (bandiera) | D     | Gianfranco Volpato |
| -  | Italia (bandiera) | D     | Ugo Ferrante       |
| -  | Italia (bandiera) | D     | Attilio Berti      |

| N. |                   | Ruolo | Calciatore           |
| -- | ----------------- | ----- | -------------------- |
| -  | Italia (bandiera) | C     | Cesare Poli          |
| -  | Italia (bandiera) | C     | Renato Faloppa       |
| -  | Italia (bandiera) | C     | Ferruccio Campagnolo |
| -  | Italia (bandiera) | C     | Vincenzo Montefusco  |
| -  | Italia (bandiera) | A     | Walter Speggiorin    |
| -  | Italia (bandiera) | A     | Alessandro Vitali    |
| -  | Italia (bandiera) | A     | Gian Paolo Galuppi   |
| -  | Italia (bandiera) | A     | Walter Ballarin      |
| -  | Italia (bandiera) | A     | Ezio Vendrame        |
| -  | Italia (bandiera) | A     | Luciano Speggiorin   |

## Risultati

### Serie A

#### Girone di andata
| Arbitro: | Porcelli (lodi) |

|                                    |           |  |
| Toschi 11’ Fossati 34’ Agroppi 90’ | Marcatori |  |

| Arbitro: | Menegali (Roma) |

|             |           |  |
| Faloppa 71’ | Marcatori |  |

| Arbitro: | Michelotti (Parma) |

|                 |           |  |
| Damiani 5’, 90’ | Marcatori |  |

| Arbitro: | Giunti (Arezzo) |

|                   |           |                         |
| W. Speggiorin 51’ | Marcatori | 29’ Nanni 87’ Chinaglia |

| Arbitro: | Trinchieri (Reggio Emilia) |

|                                |           |  |
| Biasiolo 28’ Rivera 87’ (rig.) | Marcatori |  |

| Vicenza 12 novembre 1972 6ª giornata | Lanerossi Vicenza             | 0 – 0 | Bologna | Stadio Romeo Menti\| Arbitro: \| Mascali (Desenzano del Garda) \| |
| Arbitro:                             | Mascali (Desenzano del Garda) |       |         |                                                                   |

| Verona 19 novembre 1972 7ª giornata | Verona             | 0 – 0 | Lanerossi Vicenza | Stadio Marcantonio Bentegodi\| Arbitro: \| Bernardis (Milano) \| |
| Arbitro:                            | Bernardis (Milano) |       |                   |                                                                  |

| Vicenza 26 novembre 1972 8ª giornata | Lanerossi Vicenza    | 0 – 0 | Sampdoria | Stadio Romeo Menti\| Arbitro: \| Gialluisi (Barletta) \| |
| Arbitro:                             | Gialluisi (Barletta) |       |           |                                                          |

| Arbitro: | Levrero (Genova) |

|                |           |              |
| Montefusco 42’ | Marcatori | 18’ Vallongo |

| Arbitro: | Serafino (Roma) |

|              |           |  |
| De Sisti 63’ | Marcatori |  |

| Arbitro: | Motta (Monza) |

|  |           |                          |
|  | Marcatori | 8’ Altafini 25’ Anastasi |

| Arbitro: | Barbaresco (Cormons) |

|                |           |                        |
| S. Mazzola 29’ | Marcatori | 22’ Galuppi 41’ Vitali |

| Vicenza 30 dicembre 1972 13ª giornata | Lanerossi Vicenza | 0 – 0 | Roma | Stadio Romeo Menti\| Arbitro: \| Gonella (Torino) \| |
| Arbitro:                              | Gonella (Torino)  |       |      |                                                      |

| Arbitro: | Pieroni (Roma) |

|                                 |           |  |
| Faloppa 50’ (aut.) Cardillo 89’ | Marcatori |  |

| Arbitro: | Menegali (Roma) |

|            |           |                   |
| Vitali 78’ | Marcatori | 77’ S. Pellizzaro |

#### Girone di ritorno
| Arbitro: | Branzoni (Pavia) |

|             |           |  |
| Galuppi 82’ | Marcatori |  |

| Arbitro: | Torelli (Milano) |

|                        |           |  |
| Riva 41’, 53’ Nené 59’ | Marcatori |  |

| Arbitro: | Pieroni (Roma) |

|            |           |  |
| Galuppi 6’ | Marcatori |  |

| Arbitro: | Ciacci (Firenze) |

|           |           |  |
| Nanni 44’ | Marcatori |  |

| Arbitro: | Monti (Ancona) |

|  |           |                                      |
|  | Marcatori | 29’ Rivera 43’ Chiarugi 70’ Biasiolo |

| Bologna 11 marzo 1973 21ª giornata | Bologna        | 0 – 0 | Lanerossi Vicenza | Stadio Comunale\| Arbitro: \| Trono (Torino) \| |
| Arbitro:                           | Trono (Torino) |       |                   |                                                 |

| Arbitro: | Giunti (Arezzo) |

|                      |           |                                |
| Poli 37’ Galuppi 41’ | Marcatori | 49’ (rig.) Mascetti 78’ Zigoni |

| Genova 25 marzo 1973 23ª giornata | Sampdoria      | 0 – 0 | Lanerossi Vicenza | Stadio Luigi Ferraris\| Arbitro: \| Pieroni (Roma) \| |
| Arbitro:                          | Pieroni (Roma) |       |                   |                                                       |

| Arbitro: | Branzoni (Pavia) |

|  |           |            |
|  | Marcatori | 37’ Vitali |

| Arbitro: | Michelotti (Parma) |

|  |           |              |
|  | Marcatori | 62’ Saltutti |

| Arbitro: | Trinchieri (Reggio Emilia) |

|                                   |           |                         |
| Bettega 35’, 86’ Berti 78’ (aut.) | Marcatori | 33’ Faloppa 75’ Galuppi |

| Arbitro: | Barbaresco (Cormons) |

|  |           |                       |
|  | Marcatori | 61’ (rig.) Boninsegna |

| Roma 6 maggio 1973 28ª giornata | Roma           | 0 – 0 | Lanerossi Vicenza | Stadio Olimpico\| Arbitro: \| Monti (Ancona) \| |
| Arbitro:                        | Monti (Ancona) |       |                   |                                                 |

| Arbitro: | Torelli (Milano) |

|                   |           |  |
| Vitali 26’ (rig.) | Marcatori |  |

| Arbitro: | Gonella (Torino) |

|  |           |                     |
|  | Marcatori | 56’ (aut.) Vianello |

### Coppa Italia

#### Girone 2
| Arbitro: | Calì (Roma) |

|                                     |           |  |
| W. Speggiorin 14’, 42’ Vendrame 53’ | Marcatori |  |

| Arbitro: | Gussoni (Tradate) |

|               |           |                   |
| P. Pulici 64’ | Marcatori | 72’ W. Speggiorin |

| Arbitro: | Trinchieri (Reggio Emilia) |

|                   |           |             |
| W. Speggiorin 82’ | Marcatori | 62’ D'Amato |

| Arbitro: | Motta (Monza) |

|                                |           |              |
| Galletti 22’ Spagnolo 27’, 74’ | Marcatori | 89’ Vendrame |

| 10 settembre 1972 5ª giornata |  | – Turno di riposo L.R. VICENZA |  |  |

## Statistiche

### Statistiche di squadra
| Competizione | Punti | In casa | In casa | In casa | In casa | In casa | In casa | In trasferta | In trasferta | In trasferta | In trasferta | In trasferta | In trasferta | Totale | Totale | Totale | Totale | Totale | Totale | DR  |
| Competizione | Punti | G       | V       | N       | P       | Gf      | Gs      | G            | V            | N            | P            | Gf           | Gs           | G      | V      | N      | P      | Gf     | Gs     | DR  |
| ------------ | ----- | ------- | ------- | ------- | ------- | ------- | ------- | ------------ | ------------ | ------------ | ------------ | ------------ | ------------ | ------ | ------ | ------ | ------ | ------ | ------ | --- |
| Serie A      | 24    | 15      | 4       | 6       | 5       | 9       | 13      | 15           | 3            | 4            | 8            | 6            | 18           | 30     | 7      | 10     | 13     | 15     | 31     | -16 |
| Coppa Italia | 4     | 2       | 1       | 1       | 0       | 4       | 1       | 2            | 0            | 1            | 1            | 2            | 4            | 4      | 1      | 2      | 1      | 6      | 5      | +1  |
| Totale       |       | 17      | 5       | 7       | 5       | 17      | 16      | 17           | 3            | 5            | 9            | 8            | 22           | 34     | 8      | 12     | 14     | 21     | 36     | -15 |

### Statistiche dei giocatori
| Giocatore          | Serie A  | Serie A | Coppa Italia | Coppa Italia | Totale   | Totale |
| Giocatore          | Presenze | Reti    | Presenze     | Reti         | Presenze | Reti   |
| ------------------ | -------- | ------- | ------------ | ------------ | -------- | ------ |
| R. Anzolin         | 5        | -4      | ?            | ?            | 5+       | -4+    |
| W. Ballarin        | 5        | 0       | ?            | ?            | 5+       | 0+     |
| A. Bardin          | 30       | -27     | ?            | ?            | 30+      | -27+   |
| F. Berni           | 30       | 0       | ?            | ?            | 30+      | 0+     |
| A. Berti           | 23       | 0       | ?            | ?            | 23+      | 0+     |
| F. Campagnolo      | 5        | 0       | ?            | ?            | 5+       | 0+     |
| R. De Petri        | 9        | 0       | ?            | ?            | 9+       | 0+     |
| R. Faloppa         | 30       | 2       | ?            | ?            | 30+      | 2+     |
| U. Ferrante        | 25       | 0       | ?            | ?            | 25+      | 0+     |
| G. Galuppi         | 22       | 5       | ?            | ?            | 22+      | 5+     |
| V. Montefusco      | 26       | 1       | ?            | ?            | 26+      | 1+     |
| G. Nardello        | 7        | 0       | ?            | ?            | 7+       | 0+     |
| C. Poli            | 24       | 1       | ?            | ?            | 24+      | 1+     |
| C. Ripari          | 10       | 0       | ?            | ?            | 10+      | 0+     |
| W. Speggiorin (I)  | 14       | 1       | ?            | ?            | 14+      | 1+     |
| L. Speggiorin (II) | 1        | 0       | ?            | ?            | 1+       | 0+     |
| P. Stanzial        | 25       | 0       | ?            | ?            | 25+      | 0+     |
| E. Vendrame        | 23       | 0       | ?            | ?            | 23+      | 0+     |
| A. Vitali          | 28       | 4       | ?            | ?            | 28+      | 4+     |
| G. Volpato         | 12       | 0       | ?            | ?            | 12+      | 0+     |